# 島根県道203号石見福光停車場線
島根県道203号石見福光停車場線（しまねけんどう203ごう いわみふくみつていしゃじょうせん）は、島根県大田市を通る一般県道である。

## 概要
大田市温泉津町福光のJR西日本山陰本線 石見福光駅から国道9号交点に至る。
本路線が認定された（路線名称の変更が告示された）1974年（昭和49年）1月16日には他に島根県道192号馬潟停車場線が島根県道192号東松江停車場線に、島根県道174号和江港石見大田停車場線が島根県道174号和江港大田市停車場線に、島根県道227号北松江停車場線が島根県道227号松江温泉停車場線にそれぞれ変更される告示が行われているが、いずれも駅名変更が理由であり、上記の通り駅名と路線名称の合致のための変更は本路線だけであった。
旧路線名称については富山県に同名の路線（富山県道290号福光停車場線）が存在する。

### 路線データ
- 起点：大田市温泉津町福光（JR西日本山陰本線 石見福光駅前）
- 終点：大田市温泉津町福光（国道9号交点）

## 歴史
- 1974年（昭和49年）1月16日 - 島根県告示第20号により認定される。

前身は島根県道203号福光停車場線。JR西日本山陰本線 石見福光駅は開業（1928年（昭和3年）10月25日）当時から名称は変えておらず、駅名に合わせた路線名称変更である。
- 2005年（平成17年）10月1日 - 邇摩郡温泉津町が大田市の一部になったことにより全区間が大田市域を通る路線になり、併せて起終点の地名が変更される（邇摩郡温泉津町福波大字福光→大田市温泉津町福光）。

## 地理

### 通過する自治体
- 島根県
  - 大田市

### 交差する道路
| 交差する道路             | 交差する場所 | 交差する場所 |
| ------------------------ | ------------ | ------------ |
| 国道9号 / 仁摩温泉津道路 | 温泉津町福光 | [ 注釈 2 ]   |
| 国道9号                  | 温泉津町福光 | 終点         |

### 沿線
- JR西日本山陰本線 石見福光駅
- 福光海水浴場
- 大田市立温泉津小学校